# Famille Treilhard
 (mars 2022).
La famille Treilhard est une famille subsistante de la noblesse française, anoblie en 1808, originaire de Brive dans le Limousin.

## Histoire
En 1475, Martin Treilhard et sa femme Catherine sont les fondateurs d'une vicairie en l'église d'Aixe, aujourd'hui Aixe-sur-vienne. La filiation de cette famille est suivie depuis Dominique Threilhard qui, alors consul de la ville de Brive, fit construire en 1580 la Maison Treilhard encore existante aujourd’hui. Plusieurs membres de cette famille furent consul puis maire de la ville de Brive; et s’illustrèrent dans la justice et le commerce. Elle s’installa à Paris à la fin du XVIIIe siècle tout en gardant de fortes attaches avec sa région d’origine.
La famille Treilhard fut anoblie en 1808 sous le Premier Empire avec le titre de comte.

## Personnalités
- Jean-Baptiste Treilhard, (1742-1810), juriste et homme politique français. Député aux États Généraux de 1789. Président des États généraux (1790). Député de Seine-et-Oise (1792-1799). Président de la Convention Nationale (1792-1793). Président du Conseil des Cinq-Cents (1795-1796). Président du Directoire exécutif de la République française (1798-1799). Ministre d’État (1809-1810). Président de la section de législation au Conseil d’État en 1802, où il participe à la rédaction du code civil, code pénal, code du commerce et code d’instruction criminelle. Nommé conseiller d’État à vie, il est fait comte de l’Empire le 24 avril 1808. Il est inhumé au Panthéon, caveau n°III.
- Achille Libéral Treilhard (1785-1855), juriste et fonctionnaire, préfet de 1812 à 1830 notamment du Gers, de la Haute-Garonne puis de la Seine-Maritime. Il finira sa carrière en tant que préfet de police de Paris.
- Achille (1815-1880), magistrat, conseiller d'État, directeur de la presse au ministère de l'Intérieur.
- Jean-Baptiste Treilhard (1858-1947), officier d'infanterie, conseiller général de Seine-et-Oise.
- Jules Treilhard (1824-1882), ministre plénipotentiaire au Chili puis aux États-Unis.

## Armoiries
Jusqu’en 1808: D’azur à deux chevrons d'argent, accompagnés en chef de deux étoiles d'argent, et en pointe d'une cèpe de vigne en forme de treille issue d'un croissant d'argent, couronne de comte.
| Figure                            | Blasonnement |

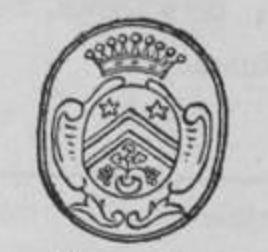

| Blason de Jean-Baptiste Treilhard | Armes de comte Treilhard et de l'Empire (lettres patentes du 24 avril 1808). D'azur à trois palmes d'or, au franc-canton brochant échiqueté d'or et d'azur. |

## Châteaux et demeures
- Maison Treilhard à Brive
- Château Bordes-pied-de-fer au Plessis-Pâté

## Hommages posthumes

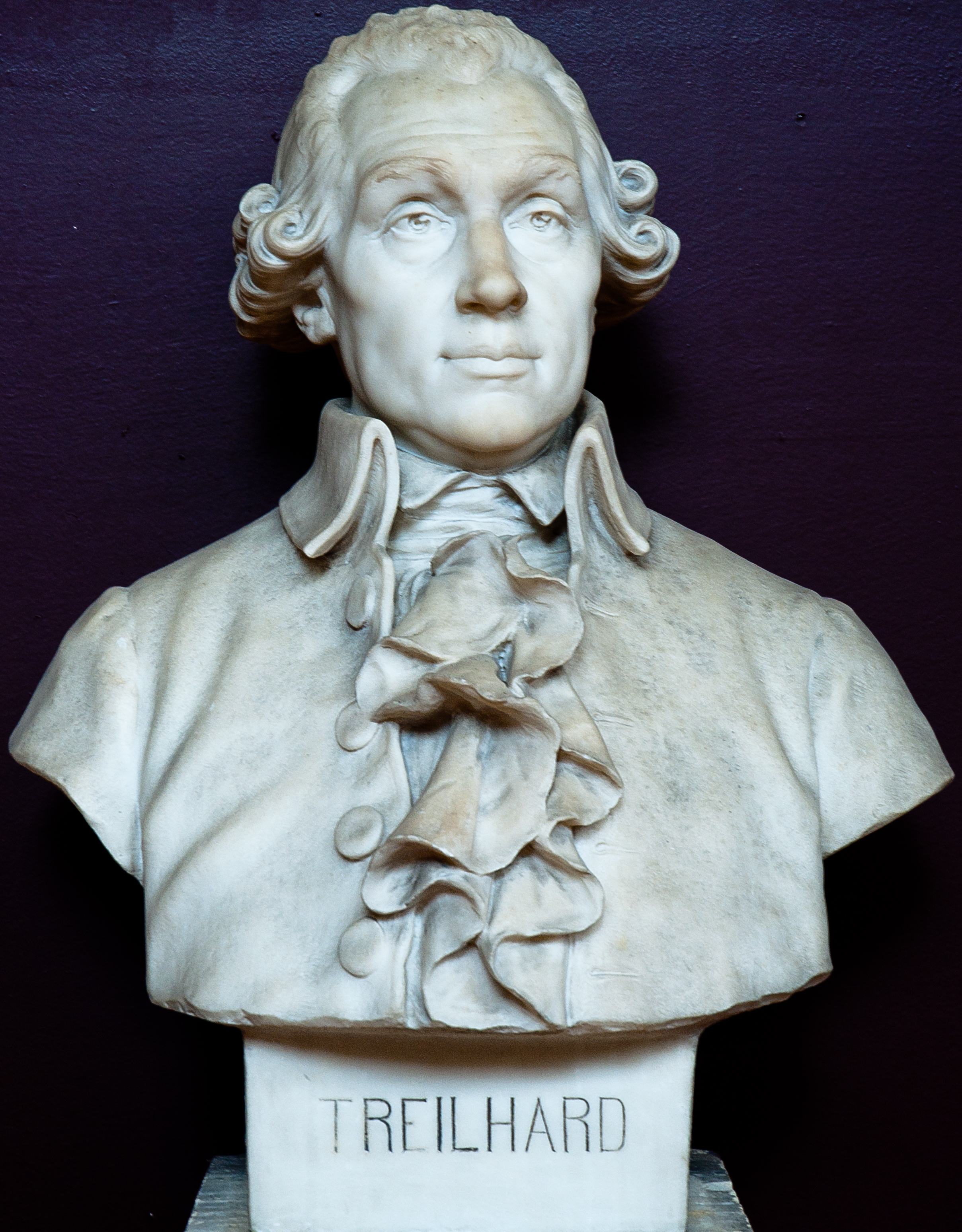
Auguste Maillard, Buste de Jean-Baptiste Treilhard (1893), marbre, Versailles, salle du Jeu de paume.

- Une rue Treilhard, longue de 265 mètres, a été ouverte en 1865, par la ville de Paris, dans le 8e arrondissement de Paris, dans le quartier de l'Europe, sur les terrains provenant de l'ancien abattoir du Roule. Elle commence rue de la Bienfaisance au no 40 et rue de Miromesnil au no 67 et finit place de Narvik au no 6.
- Avenue Treilhard, à Brive.
- Le buste de Jean-Baptiste Treilhard par Joseph Osbach († 1898), réalisé en 1877, figure — au côté de ceux d'autres célèbres juristes français, tels que Jean Étienne Marie Portalis (1746-1807), Jean Domat (1625-1695), ou Jean-Jacques de Cambacérès (1753-1824) — dans la célèbre galerie des bustes de la Cour de cassation, décorée à la fin du XIXe siècle, lors de la reconstruction du Palais de Justice après l'incendie de 1871.
- Une sculpture (buste de Jean Baptiste Treilhard), réalisée par Auguste Maillard, exposée à Paris au Palais des Champs-Élysées, lors du Salon parisien de 1893, a été achetée par l'État.